# Pałac Chodkiewiczów w Wilnie
Pałac Chodkiewiczów w Wilnie – jeden z zabytków architektonicznych, zlokalizowany w centrum Starego Miasta w Wilnie znajdujący się w kwartale między ulicami Wielką i Baksztą (lit. Didžioji g. 4/ Bokšto g. 5). Jest to jeden z największych klasycystycznych budynków na Litwie.

## Historia
W XVI wieku stał tu zamek obronny otoczony murami i basztami. Budynki znajdujące się w tym miejscu Chodkiewiczowie nabyli na początku XVII wieku i zamienili je w renesansową rezydencję. Gdy uległ zniszczeniu, w 1803 roku został kupiony przez Uniwersytet Wileński. Obecnego wyglądu budynki nabrały po przebudowie w pierwszej połowie XIX wieku. Na miejscu dawnej siedziby Chodkiewiczów wybudowano klasycystyczny gmach, w którym umieszczono kliniki uniwersyteckie. Po zamknięciu uniwersytetu zlokalizowano tu zarząd Okręgu Naukowego. W dwudziestoleciu międzywojennym powrócił do uniwersytetu. Urządzono w nim mieszkania pracowników naukowych. Mieszkali tu m.in. historyk Ignas Jonynas, filozof Wasilij Sezeman, biolog Pranciškus Baltrus Šivickis, psycholog Jonas Gudaitis-Vabalas. 
Od 1994 roku mieści się tu Wileńska Galeria Obrazów eksponująca dzieła malarzy litewskich i zagranicznych z XVI–XIX w. W pałacu organizowane są koncerty, wieczory poetyckie, imprezy reprezentacyjne.

## Galeria

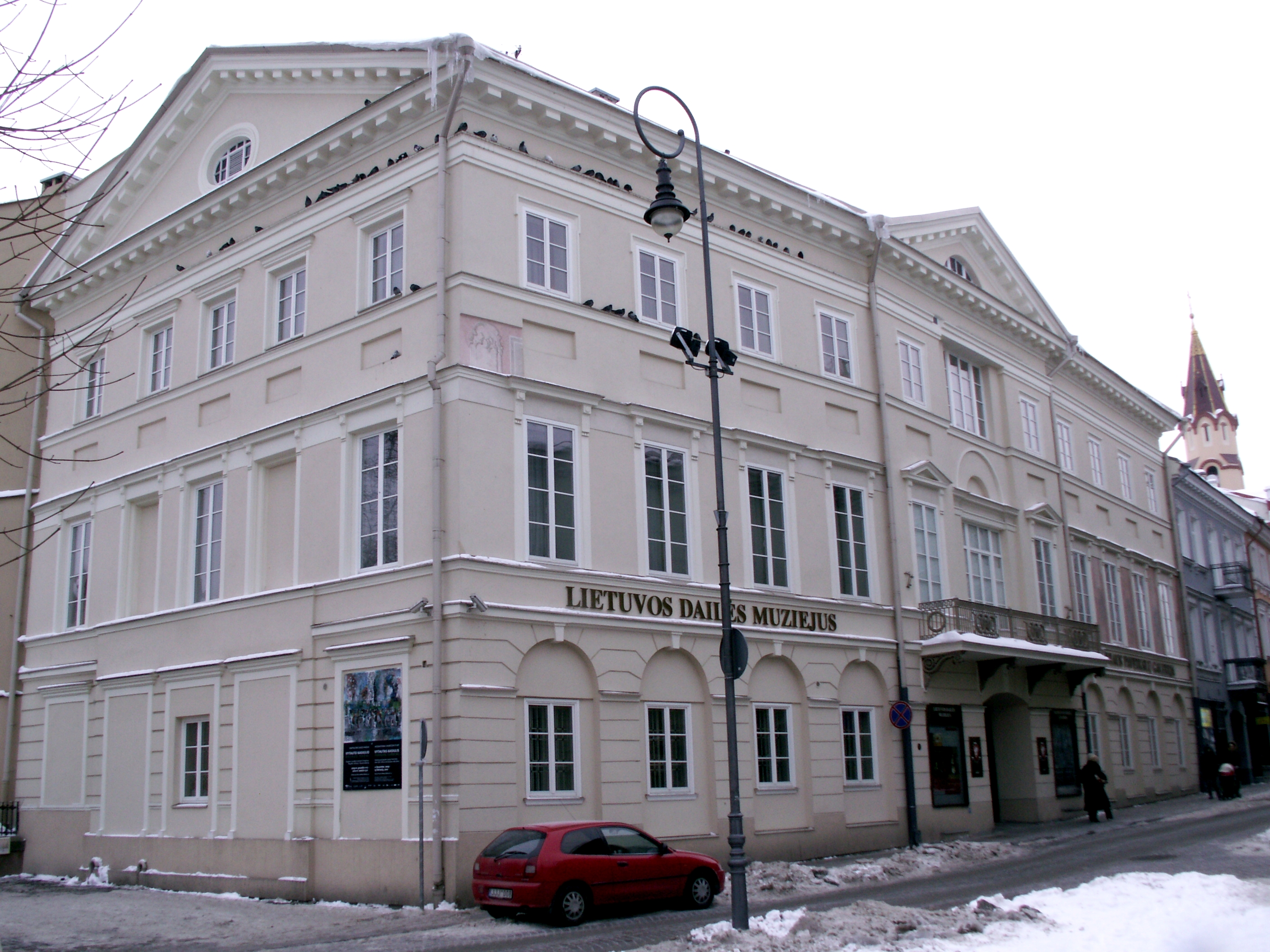
Główna fasada pałacu
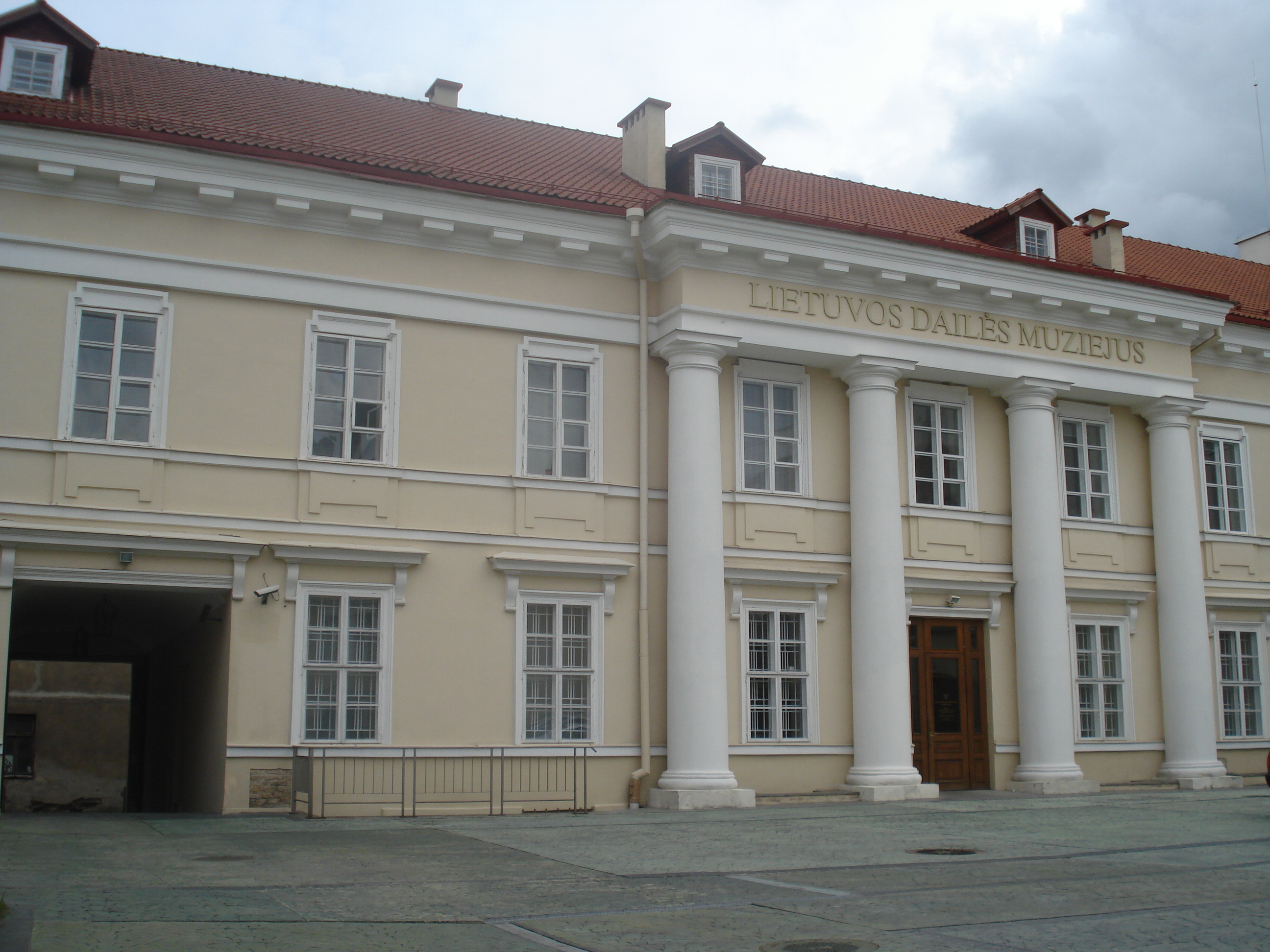
Portyk od strony dziedzińca
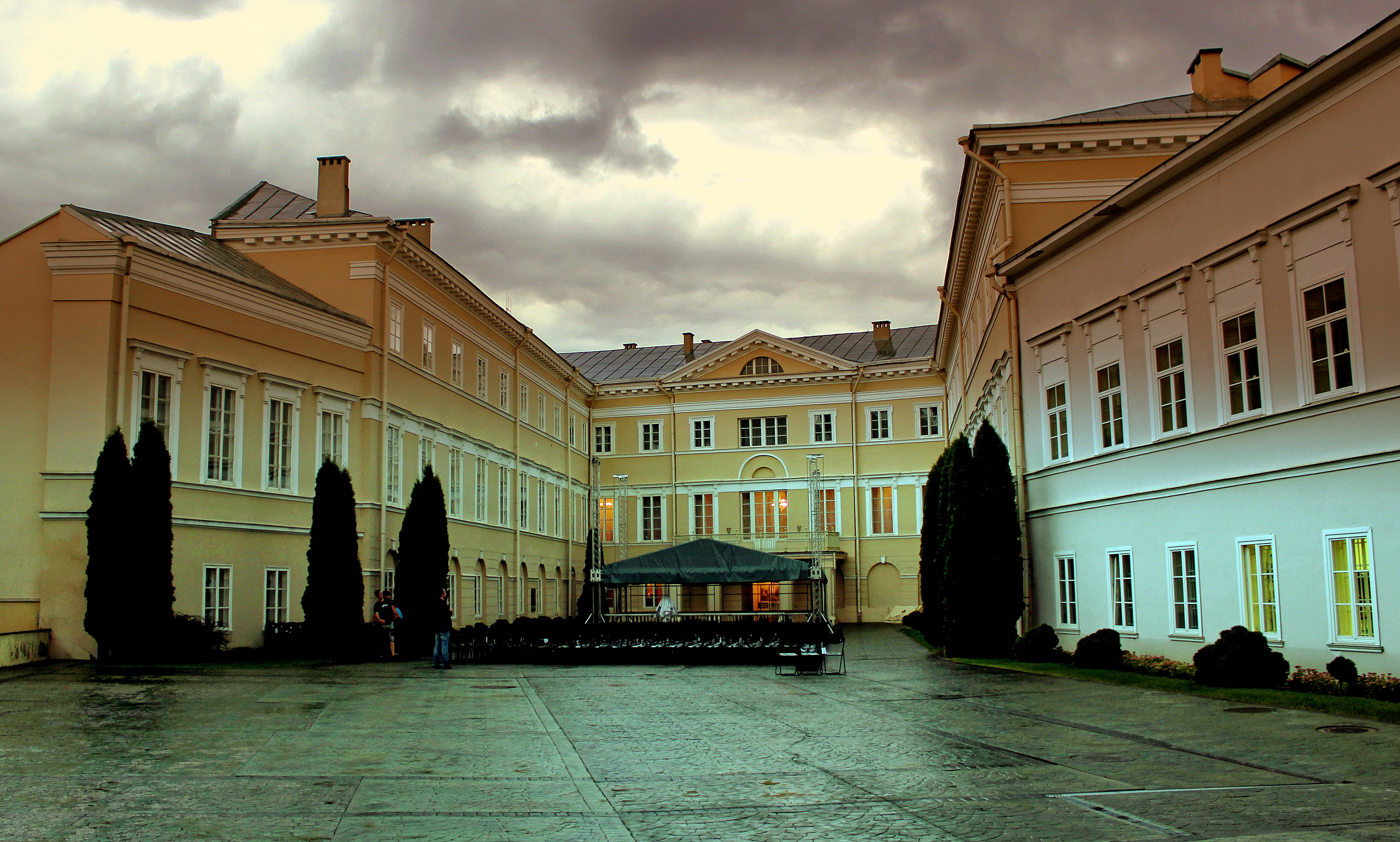
Dziedziniec wewnętrzny
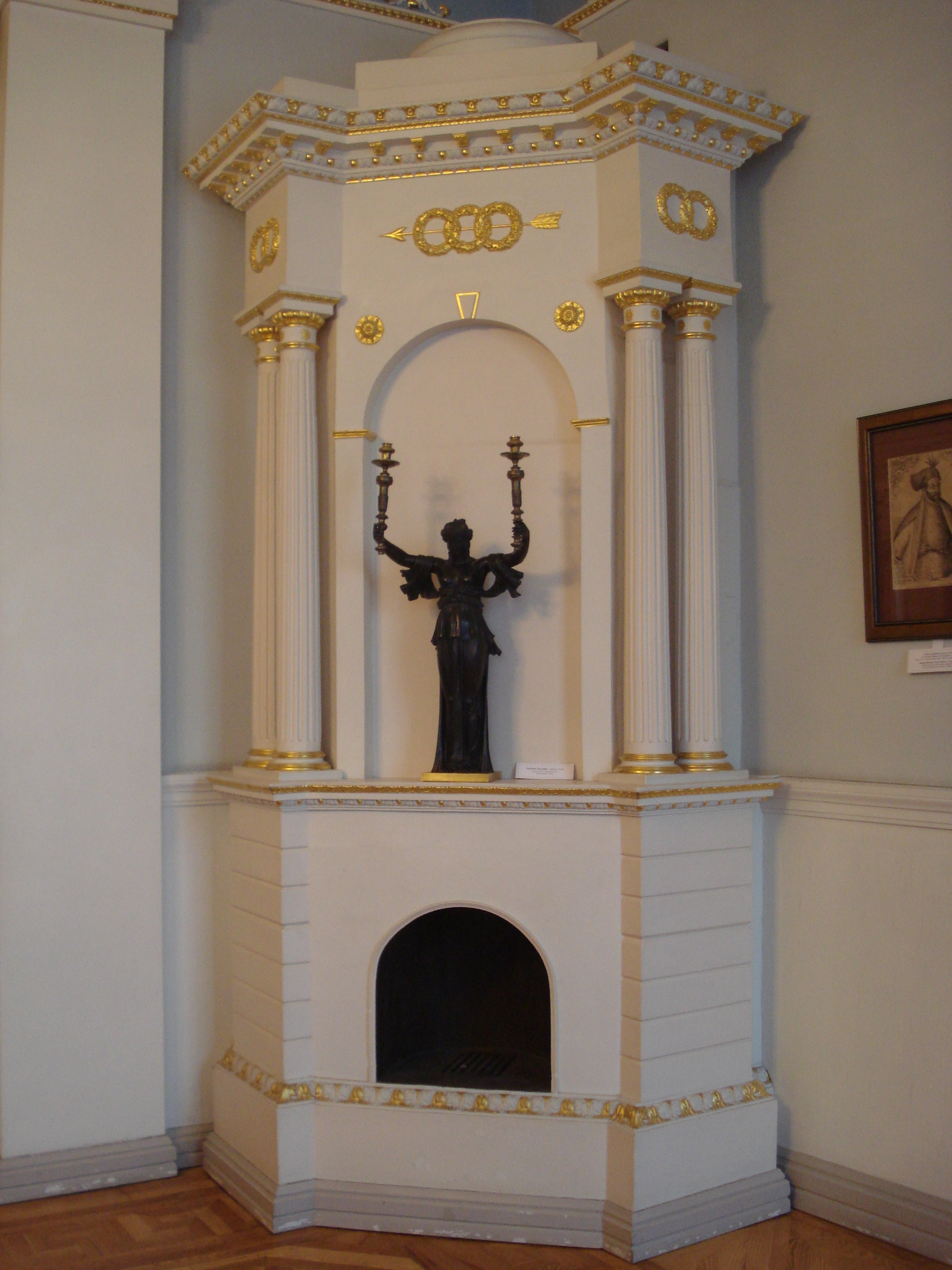
Wnętrze, piec i świecznik